# Pipistrellus permixtus
Pipistrellus permixtus es una especie de murciélago de la familia Vespertilionidae.

## Distribución geográfica
Es endémica de Tanzania.

## Hábitat
Su hábitat natural son: bosques áridos tropicales o subtropicales.